# Juan Alberto Merlos
Juan Alberto Merlos Toledo (Mar del Plata, 25 de maio de 1945) é um ex-ciclista olímpico argentino. Merlos representou sua nação nos Jogos Olímpicos de Verão de 1964 e 1968.